# 胡定一 (音效師)
胡定一，台灣資深音效師，曾參與過的電視電影作品上百部，曾任中影股份有限公司影視製片廠聲音部副理。
胡定一年輕時曾立志進入大學電影相關科系就讀，但兩次皆落榜，後來改報考中影技訓班獲得錄取。進入中影後，胡定一原本想學攝影，但受限於早期攝影機需緊貼雙眼，有近視的他操作不便，轉而學習配音。他擅長以各式雜物為電影進行配音，台灣早年的武俠電影，以及知名的《翻滾吧！阿信》等片即由他負責音效製作。曾以《稻草人》、《香蕉天堂》等片入圍金馬獎最佳音效獎。
2017年獲頒第54屆金馬獎年度台灣傑出電影工作者。
2018年，胡定一接受訪問時表示即使一切都數碼化，但「手工擬音」仍有用，而且要有變化，才是好聲音。而導演王婉柔執導的紀錄片《擬音》，編寫台灣電影聲音史，把鎂光燈聚焦在幕後施展聲音魔法的配音員及音效師，電影對胡定一的著墨亦頗多。

## 外部連結
- 胡定一的Facebook專頁
- 胡定一在互联网电影资料库（IMDb）上的資料（英文）（英文）
- 在AllMovie上胡定一的頁面（英文）
- 胡定一在香港影庫上的簡介
- 胡定一在时光网上的簡介（简体中文）
- 台灣僅存的電影擬音師，胡定一：「熬不了的人都轉行了，你不肯熬最後就甚麼都不是。」 （页面存档备份，存于）